# アリスター・ハーディ
アリスター・クラベリング・ハーディ（Sir Alister Clavering Hardy、1896年2月10日 - 1985年5月22日）は、イギリスの海洋生物学者。動物プランクトンと海洋生態系が専門。オックスフォード大学教授を引退した後、1969年に宗教経験研究センター（Religious Experience Research Centre）を設立した。1957年にナイトに叙された。

## 生物学と動物学
ハーディはパブリックスクールのオンドル校を卒業した後、オックスフォード大学のジュリアン・ハクスリーの元で動物学を学んだ。1925年から1927年まで、ディスカバリー調査隊の一員としてRSSディスカバリー号に乗船し南極の探検航海に参加した。動物プランクトンと捕食者の関係の研究を通して、彼はクジラのような海棲ほ乳類の専門家となった。ディスカバリー航海の間に彼は「連続プランクトン採集機（CPR）」と呼ばれる装置を設計し後に組み立てた。CPRはプランクトンを採集し、絹でできた可動バンドに集め、ホルマリンで保存する。プランクトンの分布に関する彼の先進的な研究は、現在でもアリスター・ハーディ卿海洋科学財団（SAHFOS）によって継続されている。
ハーディは1928年から1942年までハル大学の初代動物学教授を務めた。1942年にアバディーン大学の自然史教授に指名され、1946年にオックスフォード大学の動物学リナカー教授に就任するまで在職した。オックスフォード大学は1961年に定年退職した。1940年にロンドン王立協会の会員に選出され、1957年にナイトに叙された。
1930年にウッド・ジョーンズの『ほ乳類の中の人間の位置』を読んでいるときに、人間がなぜ、他の全ての陸棲ほ乳類と異なり皮膚に脂肪を蓄積しているのかを疑問に思い、ハーディはこの形質が海棲ほ乳類の脂肪層のようだと気付いた。そしてより水棲的な祖先を持っていたからではないかと疑い始めた。この急進的な説は反対を恐れて1960年まで隠されていた。この説はアクア説と呼ばれている。

## 宗教研究
オンドル校の少年時代から生涯を通して彼は人間の精神的な現象に興味を抱いていた。しかし彼の関心は科学界からは異端と見なされるであろう事に気付いていた。時折講義で言及したことを除けば、彼はその考えをオックスフォード大学を退職するまで隠し続けていた。1963年から1965年の学期の間にアバディーン大学で宗教の進化に関する講義を行い、のちに『The Living Stream and The Divine Flame.』として出版された。この講義は彼の宗教的な関心への心からの回帰を示していた。1969年にオックスフォード大学マンチェスター・カレッジに宗教経験研究ユニットを設立した。そのユニットは現在ウェールズ大学ランピーター校にあり、宗教的経験に関する情報を蓄積し、宗教的・霊的経験の性質と機能を調査している。
ハーディの宗教の起源への生物学的アプローチは現在の幾人かの研究者、例えばスコット・アトラン、パスカル・ボイヤー、リチャード・ドーキンス、ルイス・ウォルパートらに受け継がれている。しかし彼らと異なりハーディは還元主義的に解明することを望まなかった。宗教経験研究センター設立によって、死去の直前にテンプルトン賞を受賞した 。

## 著作
邦訳されているもの
- 『神の生物学』長野敬・中村 美子訳 1979年 紀伊國屋書店